# Mošnje
Mošnje este o localitate din comuna Radovljica, Slovenia, cu o populație de 350 de locuitori.